# テイルズ オブ デスティニーの登場キャラクター
テイルズ オブ デスティニーの登場キャラクター（テイルズ オブ デスティニーのとうじょうキャラクター）では、『テイルズ オブ デスティニー』に登場するキャラクターについて説明する。
本項内では以下のような表記を用いる。
- 声優名 ⇒ PS版で表記。追加・変更があった場合は () 内部にPS2、ドラマCD等でのキャスティングを表示。
- PS2版 ⇒ PS2版で変更、追加された設定
- 備考 ⇒ 漫画版やドラマCDなど、ゲームの「テイルズ オブ デスティニー」以外での特筆事項など

また、漫画版については便宜上、作者の名前から以下の略称を用いる。
- 『テイルズ オブ デスティニー 神の眼をめぐる野望』（ファミ通ブロスコミックス） ⇒ 啄木鳥しんき版
- 『テイルズ オブ デスティニー』（Gファンタジーコミックス） ⇒ くおん摩緒版
- 『儚き刻のリオン』（電撃コミックス） ⇒ カスカベアキラ版

## 主要人物
プレイヤーが操作するキャラクター及びプレイヤーキャラクターが装備するソーディアン。プレイヤーキャラクターの人数はシリーズ最多の9名（『テイルズ オブ シンフォニア』と同数）、PS2版では10名で単独最多となる。

### ソーディアンマスター
ストーリーの進行上必ず仲間になる。「ソーディアンマスターの資質」とは「かつて人間が有していた言語を用いずに心で意思を疎通することが出来る能力」である（PS版のみ）。ドラマCDによるとこの能力は何らかの遺伝性によるものと説明されており、PS版でもマスターの一人・ウッドロウの素質が特定の血筋（王家）によって受け継がれているとソーディアンから説明がある。

#### スタン・エルロン (Stan Aileron)
19歳 / 身長172cm / 体重63kg / 一人称：俺
声 - 関智一
本作の主人公。ソーディアン・ディムロスのマスター。フィッツガルドの山村リーネで暮らしており、祖父のトーマスと妹のリリスがいる。羊飼いだったが、セインガルドの兵士として名を上げようと思い立ち家出同然に村を飛び出した。密航したダリルシェイド行きの飛行竜がモンスターの襲撃に遭った時、ディムロスと出会う。兵士だった祖父仕込みのものか、羊飼いであるにも拘らず剣の腕は中々のもの。ディムロスと出会ってからは戦いの中でさらに剣術に磨きを掛け、ディムロスの炎と自身の剣技を合わせた奥義を体得する。
性格は純粋な正直者で熱血漢。田舎育ちなので世間や一般知識に疎いのが多少コンプレックスだが常識は持ち合わせており、年下の仲間や気心の知れた友人には砕けた態度で接するが、それ以外の特に年長者など目上の人間には礼儀正しい実直な少年。
金髪を伸ばし放題にしたボサボサの長髪だが、一応スタンなりのこだわりによるもの。どこでも眠ることができる一方、非常に低血圧で寝起きが悪く、一度眠ると起こすのは至難の業。戦いの最中ですら眠らされるとなかなか起きない。ヒロインであるルーティとは恋愛関係というより相棒という感じで、よく軽口を叩き合う。異性としての魅力もあるようで、リーネ村村長の娘やフィリアから想いを寄せられている。
一方で興奮してディムロスに暴言を吐いてしまったり、尊大な態度を取る初対面のリオンに皮肉を言ったりと、良くも悪くも人間くささがある。ミクトランとの決戦後にディムロスから「選ばれた人間ではない」「かつて人々が持っていた意思疎通能力を始めから持っていた」と明かされた。
PS2版
全体的に単純さや脳天気さが増しており、皮肉や嫌味をほとんど言わない、また意に介さない（気付かないだけの時も）。また、田舎者扱いとそれに対するコンプレックスも無くなった。髪の毛も羊が寄ってくるという理由で伸ばしており、特にこだわりはない。拍車の掛かった単純さからPS版よりも頭が悪く見えるが、その単純さゆえに時に物事の核心を見抜くことがある。歌が下手という設定も追加されている。シナリオ上ではリオンとの友情が重視されており裏切ったリオンとの戦いの後もPS版とは違い必死になって説得をする場面もある。
固有装具はガントレット。サポートタレントは薬草を一段階パワーアップさせ、自身のHPを回復する「寝押し」。
備考
啄木鳥しんき版ではルーティに騙されて財布を取られてしまい、宿屋の主人に荷物を没収されてしまったため財宝を探しに訪れた古代遺跡でディムロスと出会う。また、敵だったグレバムの境遇や自分を責めるフィリアの様子を見て号泣したり、フィリアの誕生日パーティーを提案し酔っぱらって「皆が好き」発言するなど、お人好しで仲間想いな面が強調されている。ルーティに好意を抱いている節が見られる一方、ルーティが知り合いのボブおじさんの荷物を丸ごとネコババしようとして自殺騒ぎになった際には、嘘をついたルーティに激怒して喧嘩別れしてしまう。セインガルド国王からのアクアヴェイルでの依頼で夢だった士官のチャンスを得るが、ルーティへの謝罪を優先してクレスタの街に行き、ルーティの真意を知る。その後勝手な行動で仲間に迷惑をかけたとして士官の褒美を辞退した。グレバムとフィリアの件やリオンの事が影響したのか、ヒューゴと対峙する際にはルーティの気持ちを気遣って彼女をマリアンの護衛に残したが、結果的にはルーティにヒューゴを見捨てて自分を救う選択をさせてしまい負い目を感じていた。4コマ漫画「グッドモーニングスタン君」では寝起きの悪さから仲間に毎回あの手この手で起こされている。
特典DVDのチャットドラマでは食べ物に意地汚いキャラクターになっている事がある。
スタンの剣技は特にゲーム本編では語られなかったがドラマCDでは毎日羊飼いの仕事の合間に訓練していた事が語られている。また、セインガルドへ行きたいとは思っているのだが、経済面での計画は全くしていなかった。
『テイルズ オブ バーサス』にも登場。物語の前大会に出場していたが、決勝の最中に起きた事件によって盟友を亡くし、その復讐のために同僚のリオンや息子のカイルを置いて世界を旅している。また、ストーリーが単独で行動する物のため、一人で複数の相手を倒すなどかなりの実力者として描かれている。

#### ルーティ・カトレット (Rutee Kartret)
18歳 / 身長157cm / 体重46kg / スリーサイズ 83-56-83 / 一人称：あたし
声 - 今井由香、小松由佳（TOTR）
本作のヒロイン。ソーディアン・アトワイトのマスター。セインガルド王国の東部にあるクレスタの街出身のレンズハンターである少女。孤児院育ちで、経営が傾いてきた孤児院を存続させるためにレンズハンターになった。純粋に金目当てでレンズハンターになったため、レンズ絡みに限らず儲け話には目が無く、戦いの最中にもガルドを拾い集めるほど。金への執着心から犯罪行為に手を染めることもあり、セインガルド各地に手配書が配られている。通り名は「金の亡者」、「鬼のルーティ」、「強欲の魔女」。レンズハンターとして世界を渡り歩くだけあり、突き主体の剣術やアトワイトに拠る多彩な晶術など、戦闘技術も一通り体得している。
本来は優しく面倒見の良い性格で、孤児院の子供達にも姉として慕われている。しかし、レンズハンターになった経緯などから、現在はかなり現実的でキツい性格をしており、しばしば歯に衣着せない過激なセリフも見受けられる。その性格のため、スタンやリオンと言い争いになることもしばしば。いわゆるツンデレ的な言動が多く、特に第一部EDでは、怒る・泣く・照れ隠しをすると、その本領が遺憾なく発揮されていた。
実はヒューゴの娘でリオンの実姉。クレスタの孤児院に捨てられたのは、ヒューゴ（ミクトラン）にルーティを殺すよう命令された母・クリスが娘を護ろうとしたためである。その際にルーティのお守りとして添えられていたのが、ソーディアン・アトワイトだった。
PS2版
全体的に丸い性格となり、過激な発言も鳴りを潜めた。スタンとは、両者の性格の変更もあり、PS版ほど口喧嘩などをすることも無くなり、スタンが一方的にからかわれているとも尻に敷かれているとも取れる関係になっている。また、気張る心をスタンに解きほぐされたり、逆に迷い落ち込むスタンの起爆剤になるなど、スタンとの仲が徐々に深まるイベントが複数追加された。
固有装具はグローブ。サポートタレントは移動中アイテムやガルドを発見する「宝探し」。
備考
いのまたむつみの描いた林檎を頬張る彼女のイラストに由来して、林檎が好きという設定がある。
小説版や漫画版では、母親の形見であるペンダントを所持する（作品により細部が異なる）。
啄木鳥しんき版では孤児院の子供たちに「るー兄」と呼ばれている。強引な性格ながらも母性的な優しさが強調され、神殿に帰ろうとするフィリアを強引にフィッツガルドに連れて行ったり、フィリアの誕生日パーティーのために大金をはたいたりした。リオンとは息の合ったやり取りが多く、スタンやフィリアに「仲がいい」と言われていた。最後までリオンの気持ちに気付かなかったPS版とは逆に、不機嫌な顔や素直じゃない性格が自分に似ていると思うようになり、リオンが自分のように寂しかったのだと気付く。海底洞窟ではスタンに代わってリオンを説得した。ヒューゴに新世界への協力を隠喩的に頼まれた際にはその真意を見抜き、「一方的に切り捨てるだけのやり方には賛成できない」と反発した。ヒューゴとの決戦では重傷を負ったスタンとヒューゴのどちらを助けるかの選択を迫られ、迷った末にスタンを救う。ヒューゴの臨終の際は親子らしい会話を期待したものの、あっさりとした別れにやり場のない怒りを見せるが、復旧が進む中でヒューゴなりに自分やリオンを気にかけていたのかもしれないと思うようになった。おまけイラストでは長い髪にドレス姿の「良家のお嬢様」然としたルーティが描かれている。
他のシリーズ作品では、ルーティの衣装が何らかの形で登場する（『テイルズ オブ エターニア』：「盗賊の服」、PS3版『テイルズ オブ ヴェスペリア』：ジュディスのコスチューム、『テイルズ オブ グレイセス エフ』：ソフィのコスチューム、『テイルズ オブ イノセンス R』：イリアのコスチューム、『テイルズ オブ ベルセリア』：ベルベットのコスチューム）。
ルーティ及びフィリアのバストはPS版の設定ではルーティの方が大きいが、『テイルズ オブ ザ ワールド なりきりダンジョン3』ではアーチェがルーティは「触るほど無い」、フィリアは「ミント並み」と設定とは逆のことを指摘している。
担当声優の今井が2018年に声優業から引退したため、『テイルズ オブ ザ レイズ』以降の新規収録では小松がキャスティングされている。戦闘ボイスなども小松によって新規収録されているが、設定で今井のものと切り替えることが可能。

#### リオン・マグナス (Lion Magnus)
16歳 / 身長159cm / 体重48kg / 一人称：僕
声 - 緑川光
ソーディアン・シャルティエのマスター。セインガルド王国の客員剣士で、オベロン社総帥ヒューゴの側近。16歳にしてセインガルド王国随一の剣の使い手であり、スタン、ルーティ、マリーの3人をたった1人で切り伏せてしまうほどの実力者。将来の七将軍の1人と目されている。
本名は"エミリオ・カトレット（ジルクリスト）"。ヒューゴとは血を分けた実の親子であり、ルーティの弟にあたる。"リオン・マグナス"は公に対して親子関係を隠すためにヒューゴが与えた偽名（「マグナス」は古語で「偉大」を意味する）。ミクトランの影響を受けていたヒューゴとは幼い頃から親子ではなく上司と部下として接し、また姉のルーティは彼が産まれる前にクレスタに捨てられ、さらに母親のクリス・カトレットはリオンを産んだ直後に亡くなったため、家族の愛情を受けずに育っている。
冷徹かつ複雑な性格で、他者に対し心を閉ざしている。しかしただ1人、どことなく母親の面影を持つメイドのマリアンにだけは心を開き、命を懸けて愛していた。それを知るヒューゴにマリアンの命を掌握されていたため、リオンはヒューゴの駒として動き続け、海底洞窟でスタン達の前に敵として現れ、真実を明かし躊躇無く攻撃するも敗北、直後濁流に飲まれ死を遂げる。PS版では、死後、ミクトランにより生ける屍にされ最終決戦前にスタン達と対峙させられる。『デスティニー2』にて、エルレインの力で蘇り、ジューダスとしてスタンと姉ルーティの子であるカイルを助ける事になる。
PS2版
幾分丸くなり、冷酷な面が成りを潜め、捻くれた皮肉屋というよりは不器用な少年になった。また、ヒューゴとの親子関係は最初から明らかとなっており、リオン・マグナスの偽名も、客員剣士になった頃に自身で名乗り始めた設定になった。シナリオ上の変更もあり、マリアンが人質に取られるのが第2部冒頭となったため、第1部ではヒューゴの駒として動かされている自覚が無い。
船酔いしやすい設定が追加、描写多数あり（PS版では飛行竜に一度酔ったのみ）。また、背が低いことを気にする描写が追加され、それに関するサブイベントやチェルシーとのフェイスチャットがある。
スタンの項で触れた通り、シナリオ上ではスタンとの関係性が重視されており、彼に対し何かと「僕は、お前みたいな能天気で図々しくて馴れ馴れしい奴が大嫌いだ」と反発する場面が多い。装備武器がシャルティエと逆手持ちの短剣の二刀流になっており、本作以降の作品に登場する際はこの戦闘スタイルをとることが多い。
DC版ではリオンの視点で本編を進める「リオンサイド」があり、PS版、通常のPS2版では描かれなかったリオンの心情が強く描かれている。
固有装具は上記のとおり短剣。サポートタレントは戦闘に参加しているキャラクターの攻撃力を上昇させる「戦闘指揮」。
備考
複数回行われているテイルズ歴代キャラクターの人気投票では、1位2回、2位4回（詳しくは公式サイトを参照）にランクインし、2013年では一位三連覇を果たした『テイルズ オブ ヴェスペリア』のユーリと共に殿堂入りとなった。
ドラマCDではセインガルド王国の七将軍直属である近衛団長を務めている。
啄木鳥しんき版ではシャルティエの説得で生きる道を選び、残っていた飛行竜で崩壊する海底洞窟から脱出し（スタンたちは海竜で洞窟から脱出しており、飛行竜の操縦方法はスタンと共にグレバムの元へ向かった際に覚えていた）、ダイクロフトへ上がった先でスタン達と合流した。ベルセリオスに乗っ取られたマリアンの誘惑に戸惑い、一度はスタン達と敵対しかけたものの、マリアンの真の声を聴き、彼女を斬ってベルセリオスから解放した。ルーティやウッドロウには本気で幽霊だと思われていたが、予期せぬ生還を喜ぶ仲間達に暖かく迎えられ、涙しながらマリアンの治療を頼んだ。その後はマリアンに仲間達への手紙を託し、エミリオ・カトレットとして償いの旅に出た。オリジナルのPS版に比べると年相応の幼さが強調され性格が丸くなっており、スタンたちに感化されて仲間や他人への気遣いが見え隠れするようになる。誕生日が人に祝ってもらう日であること自体を知らなかった。外伝エピソードでは幼少時にクレスタ付近でルーティと一度会っていた。初めて自分と同じ目線で向かい合おうとしたマリアンに対する愛情と（作者の外伝エピソードによる）、旅を通じて芽生えてきたスタンたちへの友情、父ヒューゴに対する複雑な想いが入り乱れており、ヒューゴへの憎悪は愛情を与えられない寂しさの裏返しとされていた。
カスカベアキラ版では主人公。原作『テイルズ オブ デスティニー ディレクターズカット』のようにスタンたちとの旅の中で彼の成長を絵描くストーリーとなっている。また作中で幼少時代に本来左ききであるのを王国の剣術の基本の右手に矯正するようヒューゴに言われていたが、指導していたフィンレイの配慮で左手でタガーを使い剣術のカンを保つよう配慮され、それが2刀流の元となった。
『テイルズ オブ バーサス』にも登場。騎士国家フレスヴェルグの2大騎士団長の一人であり、『テイルズ オブ デスティニー2』のカイルと共にユグドラシルバトルに出場する。失踪した同僚・スタンについて、カイルも知らない何かを知っているらしい。今作ではスタンとは原作以上に良き友人同士として描かれており、称号の中には「ツンツンツンデレ」なるものがある。
イラストや漫画などでは素手だが『テイルズ オブ ザ ワールド レディアント マイソロジー2』や『テイルズ オブ バーサス』など、作品によって戦闘画面では白い手袋をしているデザインがある。
『テイルズ オブ ザ レイズ』では当初、救世軍側の戦力として登場。しかしそれは、マリアンを人質に取られていたからであり、事情を知った後は真にマリアンを助ける為に救世軍から離反、道中様々な事態に見舞われるも、「全員で生きて帰る」と約束したマリアンとスタンを信じ抜いて彼女を救出した。
他のシリーズ作品では、リオンの衣装がキャラクターのコスチュームとして登場する（『テイルズ オブ グレイセス エフ』：アスベル、『テイルズ オブ エクシリア』：ジュード、『テイルズ オブ ゼスティリア』：ミクリオ）。

#### フィリア・フィリス (Philia Philis)
19歳 / 身長162cm / 体重45kg / スリーサイズ 78-54-82 / 一人称：私（PS版：わたくし / PS2版：わたし）
声 - 井上喜久子
ソーディアン・クレメンテのマスター。ストレイライズ神殿で古代文明を研究しているアタモニ神団の司祭。生まれも育ちもストレイライズ神殿で、両親も敬虔な神官だった。慈愛の心を持つ芯の強い少女だが、犯した過ちに対して自分を責め続けてしまう面がある。アタモニ神への信仰心が強く潔癖症。神殿暮らしが長かったため世間知らずで天然ボケなところもある。神の眼を強奪しようと動いたグレバムを阻もうとしたが止められず、石像にされて動けなくなる。そのまま石像として神殿に放置されているところをスタン達に発見され、パナシーアボトルで石化を解かれた。身体が完全に石に変わる瞬間までの記憶はあり、石化が解けてからも肩こりや腰痛に悩まされていた。人間に戻った後はスタン達と行動を共にし、カルバレイスへの道中でクレメンテと出会う。スタンに恋心を抱いており、積極的になれない自分を不甲斐なく思っている。ルーティに対しては、スタンと言いたい事を言い合える仲であることを羨ましがりながらも、「私も負けたくない」と複雑な感情を抱いている。書物の読み過ぎなどで視力が低く、この世界では珍しい眼鏡愛用者。
武僧では無いため剣術や体術は不得手だが、クレメンテのマスターとなったことで晶術の才を発揮し、多彩な攻撃晶術を扱えるようになる。また、化学にも長けているようで、自分で調合した爆発する液体の詰まったビンを投げて戦う。なお、クレメンテのマスターになるまではメイスなどで応戦していた。
PS2版
不衛生な場所に居続けると狂気的になったり（ゴミ山「トラッシュマウンテン」での戦闘では、ストレスのせいでブラストゲージが上昇し続け、その際のカットインも普段のものとは異なる）、髑髏マークの怪しげな薬品を持って不気味に笑うシーンが追加されるなど、調合・爆発物マニアの度合いが増したり、クイズマニアになったりと、コミカルな方向でPS版よりもキャラが濃くなった。視力の低さは並大抵ではなく、裸眼ではルーティとリオンは勿論のこと、スタンとマリーの区別はおろか、明らかに体型の違うコングマンとジョニーすら見分けられない。
PS版ではクレメンテ入手前は杖を武器に戦うが、PS2版ではクレメンテ入手前は戦闘に参加せず、NPC扱い。
DC版にて、料理に薬品を入れる傾向があることが判明。
固有装具はネックレス。サポートタレントは素材から回復アイテムを生成する「調合」。
備考
啄木鳥しんき版では幼い頃からグレバムの研究を手伝っていたという設定で、グレバムを肉親のように慕っていた。グレバムが神殿の人間を虐殺したため神殿唯一の生き残りとなっている。ファンダリアのイザーク王や多くの兵を手にかけたグレバムを前に、ファンダリア王子であるウッドロウのイクティノスを借りて彼を討った。自分だけが生き残ったことを責めており、傷心のあまり神殿に戻ろうとしたがルーティにフィッツガルドに同行させられた。フィッツガルドの桜公園でスタンに年齢を聞かれた日が19歳の誕生日だったことから、仲間たちとイレーヌに誕生日パーティーを開いてもらい元気を取り戻す。フィッツガルドでクレメンテの呼ぶ声を聴き、セインガルドに向かう途中でクレメンテと出会った。
『テイルズ オブ ジ アビス』の闘技場に『テイルズ オブ エターニア』のリッドらと現れ、また彼女をモデルにした人形が登場する（闘技場戦で勝つと落とす）。
『テイルズ オブ バーサス』にも登場。次の世界樹の神子を目指しており、コングマンと共にユグドラシルバトルに参戦する。『テイルズ オブ ファンタジア』のミントに教えを受けていた。
カスカベアキラ版では石にされたが、じきに元に戻され、その後グレバムの神の目強奪の一件をセインガルドに報告に来た。

#### ウッドロウ・ケルヴィン (Woodrow Kelvin)
23歳 / 身長181cm / 体重68kg / 一人称：私
声 - 速水奨
ソーディアン・イクティノスのマスター。雪国ファンダリアの王子。剣術や弓術などの武芸に長ける一方、学問や政治力、統率力にも優れる人の上に立つ者に相応しい器の持ち主。しかし放浪癖があるのが玉に瑕で、よく城を抜け出しては弓の師であるアルバの元を訪ねている。父親であるファンダリア国王イザークがグレバムによって殺され、若くして王位を継ぐこととなる。なお、母親は幼い頃に病死している。設定によると年上のマリーに一目惚れして日に日に募る恋心を隠したまま旅を続けており、ダリスが死亡した場合はマリーに激情を吐露するが、ダリスにそっくりと言われながらも応じてはもらえなかった。また、41歳になった続編でも妻帯しておらず独身のままである。近接武器と弓の両方を装備できるキャラクターで、装備武器によって使用できる特技が異なる。
PS2版
ウッドロウがマリーに恋心を抱くような描写は削られ、偉大な父に対するコンプレックスと王位継承への不安・悩みがクローズアップされるようになった。さらに、博学のクイズマニアという設定も追加され、フィリアはよきライバルとなった。しかし2人とも「クイズ」は得意でも「なぞなぞ」は苦手。街の女性からはモテる。なお、アルバとの付き合いは20年に及ぶ。また、師アルバ以外の年上の人間にも敬語で話すようになった。
剣（イクティノス）と弓を同時に装備し、装備の変更なしで剣の技と弓の技を使い分けることができる。また、正式にパーティメンバーに加入する際のレベルが加入時期に相応の値になるなど、イクティノスを含めPS版で不便だった点が解消されている。
固有装具は長弓。サポートタレントはエンカウント率を減らす「警戒」。
備考
PS版では「なに、気にすることはない」という台詞が多く、スタンにも真似されるほどだったが、PS2版では1度も口にしない。『テイルズ オブ ザ ワールド レディアント マイソロジー2』のクエスト「ゴールデンビクトリー」ではボイス付でこの台詞がある。『テイルズ オブ ファンダム Vol.1』ではソーディアンマスターで唯一名前のみの登場。
啄木鳥しんき版では、強大な力を持つ神の眼がヒューゴの手に渡ったと聞きつけ、「第二のグレバムの誕生」を危惧してセインガルドのスタンたちの元を訪れる。ヒューゴの向かっているオベロン社の廃工場の場所がダイクロフトが沈められた場所であると知り、リオンとシャルティエが情報を漏らしたのではと疑いを向ける。海底洞窟の崩壊に巻き込まれたリオンを救出しようとするスタンを気絶させた。グレバムを討とうとするフィリアを「あまりに酷では」と止めようとしたり、リオンの死に落ち込むスタンを気遣ってセインガルド王からの使者を追い払ったり、スタンを突き放すルーティに抗議したりと情を訴える言動が多い。
カスカベアキラ版では、民衆蜂起の首謀者として獄中に捕われていたダリスと交流があり、国家の民主的統治を訴える彼の意見に一定の理解を示している。後にグレバムの動乱によって出獄したダリスと対峙し、王位継承者としての責務を全うするべく一騎討ちを果たした。

### ソーディアンマスター以外のメンバー
PS版では第二部においては任意加入である上、パーティメンバーの上限がソーディアン・マスターを含めて6人のため、必然的に影の薄いキャラだが、PS2版ではリリスを除きストーリーの進行上必ず仲間になるようになり、出番が増加した。

#### マリー・エージェント (Mary Agent)
24歳 / 身長170cm / 体重54kg / スリーサイズ 94-62-90 / 一人称：わたし
声 - 天野由梨
記憶喪失の女戦士。1年以上前、ルーティと出会ったときには自分の名前以外何も覚えておらず、旅をしている内に記憶が戻るかもしれないということでルーティと行動を共にしている。かなり脳天気で変わった性格で、「見るもの全てが新鮮で記憶喪失も悪くない」などと記憶喪失を楽しむほど。その一方、記憶喪失前から持っている剣（PS2版では短剣）を大事にしているなど記憶を取り戻したい気持ちもある。普段は穏やかだが剣の腕は確かで、ひとたび戦いとなると人が変わったように血気盛んになり、口調も荒々しくなる。また、料理が得意など、家庭的な一面もある。アイスキャンディーが好物で、所持しているとそれを食べているミニイベントが起きる。
本名はマリー・ビンセント（エージェントはルーティが付けた姓）。ファンダリア王国のサイリルに住む剣士ダリス・ビンセントの妻であり、1年以上前、サイリルがグレバム勢力の襲撃を受けた際、ダリスの手によって逃げ延びるが、その際に記憶喪失になっていた。マリーが料理が得意なのは元々主婦だったためで、得意料理はファンダリアの郷土料理「ビーストミートのポワレ」。
PS2版
ダリスの設定の大幅な変更（後述）のためサイリル襲撃の詳細や記憶喪失の経緯が異なり、ダリス死亡の可能性が無くなったため、ダリスとの熱愛ぶりが強調されるイベントが追加された。また、気配りの細やかさなどの家庭的な一面が色濃くなり、記憶が戻ってからは女戦士としての凛々しい一面なども覗かせるようになった。可愛い物が好きという設定も追加された。PS版では剣や斧など近接武器全般を装備できたが、PS2版では武器は斧に限定されている。PS版では固有イベントが多かったがそういったイベントは全てなくなり、料理絡みのイベントも料理システムの関係やリリスの存在で影を潜めた。また、ダリスが死亡するルートがなくなったため、PS版ではあったウッドロウとの関係もないかと思いきや、決戦前夜のイベントでウッドロウに意味深な発言をする。
固有装具はバンダナ。サポートタレントは宝石のランクを上げる「宝石練磨」。
備考
ドラマCDでは、ベルセリオスが健在なら彼女がマスターになっていたかもしれないと言われていた。また、記憶喪失になったのも3年前にモンスター討伐に出向いた際に出くわした正体不明の一団が使った晶術の影響によるものになっている。
啄木鳥しんき版ではルーティと旅に出ていない。クレスタの街でスタンと喧嘩別れしたルーティと出会い、「ルーティは本当に一人でいいのか？」と問いかけてスタンとの和解を後押しした。

#### チェルシー・トーン (Chelsea Tone)
14歳 / 身長151cm / 体重39kg / スリーサイズ 75-53-79 / 一人称：私
声 - 渡辺菜生子
ウッドロウの弓の師であるアルバの元で暮らしている少女。口が達者で礼儀正しいが、子供扱いされることを嫌うためにことわざや四字熟語などを必要以上に使って大人ぶることがある。方向音痴で、アルバの家の周りの雪山でも簡単に迷ってしまう。得意な武器は弓矢（小弓）で3歳から修行している。祖父が弓の達人なだけに腕はかなり立ち、技の多彩さではウッドロウを軽く凌ぐ。ウッドロウに恋心を抱いており、ファンダリア王妃になるのが夢らしい。
元々はジェノスの名家に生まれた令嬢だが、幼少期にジェノスで流行した疫病（黒死病）により両親は死去し、以後祖父であるアルバの元で生活をしている。実母の死を隠していたために彼を嫌っていたが、真実を告げられた後は大切に思うようになる。
PS2版
幼い頃は流行り病というものを理解出来ず、両親が死んだのは「自分が子供だったせい」だと思い込んでいた時期があり、それが必要以上に大人びた振る舞いをする遠因となっている。これに伴い、アルバが両親の死因を隠していたことや、幼少期にアルバを嫌っていたということも無くなった。また、当初は幼い自分から祖父アルバを奪う人間としてウッドロウを嫌っていたという設定が追加。これはアルバが幼い自分に構ってくれずにウッドロウの指導にかまけていたためである。
ウッドロウの師匠の孫娘であるため、ハイデルベルグ城にいる大臣ダーゼンからも一目置かれた存在のようだが、城中にいる女性（玉の輿を狙う女性達で、劇中ではキャットガールのコスプレをしている女性のみ登場）の中には妬みからチェルシーを快く思わない者もいる。
32歳となった18年後（『テイルズ オブ デスティニー2』）でも本作と全く同じ格好をしており、PS2版にはその理由らしきサブイベントが用意されている。
固有装具はリボン。サポートタレントは種からアイテムを生成する「種育て」。

#### ジョニー・シデン (Johnny Shiden)
26歳 / 身長174cm / 体重61kg / 一人称：俺
声 - 山寺宏一
アクアヴェイル公国・シデン領当主の三男坊（兄は一人しか登場せず、もう一人は消息不明）。常に弦楽器を持ち歩き、リクエストがあってもなくても唄い出す明るく飄々とした吟遊詩人。幼馴染のエレノアに想いを寄せたものの、彼女の愛がもう1人の幼馴染フェイトに向いていることを察して身を引き、フェイトとエレノアを結び付けた。その後も彼女のことを想い続けていたが、トウケイ領主ティベリウスによって彼女が殺されて以来、身分を隠し吟遊詩人として復讐のチャンスを窺っている。しかし普段はそんな重い過去を微塵も見せず、飄々とした態度を取る。
弦楽器を奏でると共に歌を唄い、それで敵を攻撃したり味方を援護したりする不思議な技の使い手だが、晶術の類かどうかは不明。また、歌が上手いか下手なのかはよくわからないが、「独特」であることは確か。彼の歌は全てジョニー自身が作詞作曲したもの。ゲーム中に「人呼んで蒼天の稲妻たあオレの事さ」と言うシーンがあるが、実際に呼ばれているシーンは無い。
PS2版
指導者としての大器を覗わせるイベントが多数追加、PS版では私怨のためであったティベリウス打倒にも、アクアヴェイル王族の責務としての一面が加わることとなった。エレノアとフェイトとの三角関係が微妙に変化しており、ジョニーが身を引いたのはエレノアの気持ちを察したからではなく、エレノアのフェイトへの告白を偶然耳にしてしまったためとなった。また、他者の内面への深入りや自身への詮索を嫌う道化のような振る舞いは、エレノアを失って荒れるフェイトを励ました際に浴びせられた暴言が原因となっている。ディムロスに「素人ではない」と言わせるほどの剣技の使い手だが、剣の使用はイベント時の一度のみ。第二部では仲間になるのがヒューゴを倒した後であり、他のキャラクターに比べて非常に遅くなっている。
フェイスチャットの登場などによって歌詞も多数登場、声を担当した山寺宏一が熱唱している。また、アクアヴェイルでは割とファンが多い。スタンもその一人だが、ルーティやマリーは微妙な顔をしている。
固有装具は帽子。サポートタレントはエンカウント率とアイテム取得率が上がる「路上ライブ」。
備考
啄木鳥しんき版では、追い詰めたティベリウスに復讐しようと一度は剣を向けるが、自分の「本当の望み」に気付いたことから殺すことはやめ、国がしっかりするまで吟遊詩人は休業するとリオンに語っていた（愛用の弦楽器はティベリウス戦の時に破壊された）。また作中における彼の歌は下手という扱いになっている（作者による4コマなどでも度々それがネタにされている）。
くおん摩緒版では、アクアヴェイル編が全面カットされたことによって未登場だった。
ドラマCDとPS2版では、外殻完成後に空から墜落したスタン達を救出した（PS版のその役回りはフェイトが担当）。

#### マイティ・コングマン (Mighty Kongman)
39歳 / 身長190cm / 体重100kg / 一人称：俺様
声 - 玄田哲章
ノイシュタットの闘技場に君臨する格闘チャンピオン。本当はいかなる武器をも扱える多才な武芸者だが、チャンピオンとしてのプライドから武器を使うことを善とせず、鍛え抜かれた己の肉体のみを頼りに戦う。常に上半身は裸。右肩にハートと矢のタトゥーを入れている。いささか傲慢な性格だが、ノイシュタットでは「町のヒーロー」として絶大な人気を誇っている。彼は自分がノイシュタットの下級階層の憧れであり夢であることを常に自覚しており、永遠にチャンピオンでい続けるために更なる鍛練を重ね、自分を磨いている。
PS版の第一部では敵として登場するのみであり、第二部においてサブイベントをこなす事で初めて仲間として加入する隠しキャラクターの扱いとなっている。
出身地が資料によって異なっている。不明とセインガルドの二通り。
フィリアに一目惚れして以降、彼女が想いを寄せるスタンを目の仇にしている。フィリアのほうはあまり関心がないようである。
『テイルズ オブ デスティニー2』の資料によれば、マイティ・コングマンという名前は自称しているリングネームであり、本名は非公開とのこと。
PS2版
襲撃を受けたノイシュタットを守るためにスタン達に同行し武装船団に乗り込むなど、ノイシュタットのヒーローらしい硬骨漢としての一面を見せる。また、チャンピオンとしてのプライドだけでなく、「子供達の夢を守るため、無様に負けることだけは出来ない」という使命感も強くなっている。その他のイベントや台詞などの追加もあり、傲慢なチャンピオンでしかなかった印象もかなり薄まり、お茶目なムードメーカーへの変貌を遂げた。
スタンとの仲も悪くなく、レンブラントとの戦い後に気落ちする彼に檄を飛ばす等、情にあつい面も描かれるようになった。
PS2版ではノイシュタットの下層民出身となっている。そのためノイシュタットへのオベロン社の介入に反感を覚えており、イレーヌのことも快く思っていない。その一方、フィリアへのアプローチはかなり熱烈で、彼女を困惑させてしまう。
子どもの頃から闘技場に通っており、そこで戦うチャンピオンにあこがれていた。だが偶然にもそのチャンピオンが八百長試合をしていたことを知って悲しんだものの、自分はそんなことをしなくても自身の肉体と拳で戦うチャンピオンとなるのだと決めてその夢を実現させた。
昔、マギーおばさんに酷い目にあわされたらしく、「あいつだけはカンベンしてくれぇ」と普段の素振りが嘘のような弱気な態度を見せていたが、これはマギーがコングマン以前の闘技場チャンピオンだった設定が追加されたためである。このことは『テイルズ オブ デスティニー2』でも触れられる。
固有装具はベルト。サポートタレントは自身のパラメータを上昇させる「筋トレ」。
備考
メインキャラクターの中で唯一オープニングムービーに登場していない。PS版『テイルズ オブ デスティニー』から7年後に発売された『テイルズ オブ ザ ワールド なりきりダンジョン3』のCMにて、ようやく初のアニメ登場を果たした。
ドラマCDでは、フィリアではなくイレーヌのことが好きで彼女を慕っている（コングマン曰く「聖女」「女神様」）。
『テイルズ オブ バーサス』にも登場。騎士国家フレスヴェルグの格闘チャンピオンとして、フィリアと共にユグドラシルバトルに参加する。
『ケロロRPG 騎士と武者と伝説の海賊』では条件を満たすとタママがコングマンの技を覚える。
『テイルズ オブ エクシリア2』では変化衣装としてのみ登場。同作にゲスト出演しているスタン、ルーティと異なり、本人は登場しない。

#### リリス・エルロン (Lilith Aileron)
17歳 / 身長158cm / 体重47kg / 一人称：私
声 - 今井由香（PS版）、沢口千恵（ドラマCD、PS2版）
リーネの村に住むスタンの妹。ピンク色に白いエプロンドレスを着ている。料理が得意でエルロン家の家事を一手に引き受けており、スタンもリリスには頭が上がらないが、本人は少々ブラコン気味。寝起きの悪いスタンを起こすのは専ら彼女の役目であり、お玉でフライパンを打ち鳴らす「秘技・死者の目覚め」の考案者。家で飼っている白ウサギは「ポテちゃん」という名前。
PS2版
髪型が水色のリボンによるポニーテールになり、服装の露出度が上がり、ブラコンぶりが激化した。既婚者マリーを除く女性メンバー3人、特にルーティにはかなり厳しい牽制をしかけることとなる。白ウサギは飼っていない模様。サブイベントをクリアするとパーティメンバーとして加わり、おたまとフライパンを武器に戦う。ただし、隠しキャラクター扱いのため、仲間に入れてもメインストーリーのイベントでは登場しない。DC版では、リオンと出会っているイベントがある（ただし、名前まで聞いていない）。
固有装具はフライパン。サポートタレントは料理をパワーアップさせる「調味料の業」。
備考
オープニングムービーには登場せず、『テイルズ オブ ザ ワールド レディアント マイソロジー2』のOPで初のアニメ登場を果たす。
『テイルズ オブ ヴェスペリア』にて「フライパンとおたまで戦う少女」の話が登場する。
カスカベアキラ版では番外編に登場し、DC版で追加されたイベントを素地としたリオンとの出会い、共闘してモンスターを倒すというエピソードが存在する。

### ソーディアンチーム
千年前の天地戦争にて誕生した、意思を持つ剣。ここではキャラクターとして説明する為、兵器としてのソーディアンの設定についてはこちらを参照。PS版ではディムロスを除き声優が設定されておらず、ドラマCDで初めて設定された。PS2版では戦闘中にアドバイスをしてくれたり、マスターの代わりに晶術の詠唱をしたりする。
ソーディアンには、もうひとつベルセリオスがあるが、それはパーティーメンバーではない。小説版ではいのまたむつみにより全員の姿が描かれている。

#### ディムロス (Dimlos)
声 - 置鮎龍太郎（PS版ゲストボイス、ドラマCD、PS2版）
その勇猛な戦い振りから「突撃兵」「核弾頭」などの異名で呼ばれた地上軍第一師団師団長、ディムロス・ティンバー中将の人格を投射したソーディアン。身幅の広い両刃の剣。天地戦争後はフィッツガルドに安置されていた。セインガルド王国の首都ダリルシェイドに輸送される途中、積まれていた飛行竜がモンスターの軍勢に襲われ、武器を探して倉庫に入ってきたスタンと出会うことになる。
晶術は炎属性だが剣自体の攻撃力も高く、晶術よりも白兵戦向き。マスターの剣技に自身の発火能力を組み合わせ、威力を倍化させることができる。
オリジナルメンバーのディムロスは猪突猛進然とした熱血漢だったようであるが、ソーディアンとなった彼の性格はどちらかといえばむしろ冷静で、直進しがちなスタンを諌める場面も見られる。
神の眼の破壊で他のソーディアンと共に時空の狭間を永遠に彷徨うはずだったが、リーネの村に落ちていたところをリリスに拾われる（『テイルズ オブ ファンダム Vol.1』）。
PS2版
冷静でありつつも多少熱血さが残っており、スタンの流れに乗ってしまう時がある。特に「なまくら」「魔剣」と言われると激怒する。また、スタンが物知らずになった影響で、スタンに一般常識や四字熟語の意味を教えるシーンも多くなり、面倒見がよくなった。一人称が「私」（もしくは「俺」）から「我」（イベントで一度だけ「俺」）に変わっている。
PS版ではアトワイトと深い仲にあるような描写は特になかったが、PS2版では『テイルズ オブ デスティニー2』の設定を踏襲して熱烈なカップルとなっている。もっとも、それはオリジナルのディムロスとアトワイトのことであり、ソーディアンのディムロスとアトワイトの間には特にそういった雰囲気は見られないが、とあるイベントでオリジナルのディムロスとアトワイトを映した映像が流れた時はうろたえていた。
戦闘面では、術攻撃力が高められた影響もあり、基本能力はソーディアン中で最高となっている。
備考
啄木鳥しんき版では飛行竜でセインガルドに護送されておらず、古代神殿で眠っていた時に財宝（ディムロスのこと）を探して迷い込んできたスタンと出会い、彼をマスターにして神殿のガーディアンを倒した。猪突猛進と言うほどではないが熱血漢であり、お人好しで天然ボケのスタンとはよく漫才のような会話を繰り広げている。
『テイルズ オブ ファンタジア』、『テイルズ オブ エターニア』、『テイルズ オブ ジ アビス』ではアイテム「S・D」として、『テイルズ オブ ザ テンペスト』では戦闘中の武器グラフィックとして登場している。
『テイルズ オブ バーサス』にもソーディアンとして登場。スタンの相棒として世界を回っている。『ケロロRPG 騎士と武者と伝説の海賊』でもケロロの武器として登場しており、「ソーディアン・ディムロス」としるされている。
『テイルズ オブ エクシリア2』ではオリジナルのディムロスの衣装がガイアスのコスチュームとして登場する。

#### アトワイト (Atwight)
声 - 宇和川恵美（ドラマCD、PS2版）
地上軍衛生兵長アトワイト・エックス大佐の人格を投射したソーディアン。刀身の短い曲刀。本作の時間軸にて登場するソーディアンの中で唯一、投射されている人格が女性である。
ソーディアンの中で唯一単独で回復系の晶術を使用可能で、治療、戦闘補助に長ける。水属性の晶術による遠距離攻撃も可能。曲刀であるにも拘らず斬攻撃より突攻撃に優れている。経歴は不明だがベルセリオス、シャルティエと同じくヒューゴの手元にあったのだが、クリス・カトレットがルーティをクレスタの孤児院前に捨てる際に持ち出され、傍らに添えられた。以後、ルーティの成長を見守ってきた。故にクリス・カトレットの遺品であり、ルーティの姉貴分。なお、小説版『テイルズ オブ デスティニー2』ではいのまたむつみが描いた彼女のイラストがある。
彼女はクレメンテの主治医であり、本来戦士ではないアトワイトがソーディアンチームに参加することになったのは敬愛するクレメンテがソーディアンチームに参加したからである。

#### シャルティエ (Chaltier)
声 - 石川英郎（ドラマCD、PS2版）
地上軍の第二師団分隊長ピエール・ド・シャルティエ少佐の人格を投射したソーディアン。護拳の付いた曲刀。地属性の晶術を得意とし、闇属性や戦闘補助の晶術も多少使用できるが、ディムロス同様剣自体の威力が高い白兵戦向きのソーディアンである。リオンを「坊ちゃん」と呼び、リオンからは「シャル」という愛称で呼ばれている。
リオンとは彼が幼少時の頃からの付き合いのため彼の孤独と優しさを誰よりも理解し、精神的支柱として彼を陰ながら、ずっと見守ってきていた。リオンが仲間を裏切った際に、ソーディアンとしての使命を放棄するなど、彼との絆は他のソーディアン達に比べはるかに強い。PS2版で彼が濁流に飲まれ死を遂げる際にも「僕のマスターは坊ちゃんです」と言い彼と運命を共にする。
天地戦争時代と性格や口調が変わっているらしく、ディムロスに指摘された（シャルティエはリオンの影響だと言っている）。オリジナルメンバーのシャルティエは臆病で消極的な性格で、他のメンバーに比べ自分だけ地位が低い事に萎縮して卑屈になっていき、結果、本来は選ばれるにふさわしい力の持ち主でありながら、ついに最後まで実力を十分に出し切れなかったのだと言われている。現存ソーディアンの中では唯一、ソーディアン研究所にてパワーアップせず、神の眼の破壊にも使用されなかった。
PS2版
PS版では発見された場所などは不明だったが、PS2版では後にアクアヴェイルと呼ばれる第一大陸圏内に安置され、後にシデン家と深く関わりを持つ設定になっている。シデン家（ジョニーの家）の者によってアクアヴェイル内で発掘され、アクアヴェイルの宝剣として祀られていたが、約10年前にヒューゴの手の者によって盗まれている。
どちらかと言えば常に余裕を感じさせる性格になっており、日記に不平不満を書き連ねていたオリジナルの雰囲気は全く無くなったといえる。オリジナルの体格は小柄（ディムロスの頭一つ分小さく、アトワイトよりやや大きい程度）でソーディアンチームのメンバーの中では最年少。また、頭髪の色や容姿が小説版や『テイルズ オブ デスティニー2』と異なる（金髪だったのが銀髪になっている）。
DC版では、約10年前から宝剣として祀られるようになり、それ以前は重罪人の処刑に使われていたというエピソードが追加。なお、彼が宝剣として祀られるようになったのは、ジョニーがそう進言したからだと推察させるイベントが多数用意されている。また、フェイスチャットで他ソーディアンメンバーの不平不満をぶちまけているシーンもある。
備考
護拳の向きが逆になっている（いのまたむつみの設定画の時点で描かれていた）。西洋の曲刀の場合、使用者の指を守るために外側（刃に沿う感じ）に柄を覆う。
啄木鳥しんき版では、崩壊する海底洞窟とともに死のうとするリオンに対して彼の本心を語る形で説得をし、生きる道を選ばせたなど普段の気弱さとは逆に芯の強い部分を見せていた。またディムロスの晶術を「熱血根性丸出しの晶術」、クレメンテの晶術を「年甲斐も無くド派手な晶術」と評するなど毒舌な一面も覗かせる。神の眼を破壊する直前の別れの際には、リオンをもう「坊ちゃん」ではなく一人前の人間と認め、彼のお守り役としての役目を終えた。
ドラマCDでは、「最後まで一人ぼっちは変わらずか」という死ぬ間際のリオンに「一人ぼっちじゃありません」と言っており、彼らの絆が強調されていた。また、リオンが一人で決断した時、ヒューゴ（本物）の手を振り払い姉達の加勢に行くといった彼を見て涙ぐむなど、ある意味親より親らしいところを見せている。
カスカベアキラ版では、シャルティエ視点による天地戦争時代を題材にしたエピソードが語られている。その中では、生来の消極的な性格に加え、ソーディアンの構造的な問題である「人格の相互干渉」によってソーディアン・シャルティエの人格に不調和が生じ、自己の存在意義に思い悩むという姿が描かれる。しかし後に新たなマスターである幼少期のリオンと出会い、彼の成長を見守りながらともに過ごすことによって悩みが解消されていくこととなり、その恩義が転じて新しいマスターであるリオンへの強い忠誠心を形成するきっかけとなっている。

#### クレメンテ (Clemente)
声 - 八奈見乗児（ドラマCD、PS2版）
地上軍最高幹部の1人ラヴィル・クレメンテ老の人格を投射したソーディアン。ディムロス同様、身幅の広い両刃の剣。オリジナルの年齢を考慮して軽くて切れないようにしているので、見た目に反して剣自体の攻撃力は低い。その反面、他のソーディアンのように偏った元素属性を持たず（剣自体の属性はPS版では雷、PS2版では光）、攻撃晶術の威力とバリエーションはソーディアン随一。様々な属性の晶術による遠距離攻撃を得意とする。
天地戦争終結後は、地上軍の拠点ラディスロウや海竜「ベルナルド」と共に空中都市郡もろとも海底に沈められたが、「神の眼」強奪に際して目覚め、フィリアを自身のマスターに選んだ。
リトラー（後述）と交信できる装置が内蔵されているらしく、天空都市に侵入した際などにパーティ側とリトラー側の状況報告などを行っている。
温厚で博識な好々爺なのだが、時折女性陣にスケベな台詞を口にして困らせることがある。ルーティ曰く「女の敵」。フィリアをマスターに選んだのも「ぴちぴちの若い娘」なのが理由である。

#### イクティノス (Igtenos)
声 - 松野太紀（ドラマCD、PS2版）
地上軍の情報将校イクティノス・マイナード少将の人格を投射したソーディアン。細身の長剣。ディムロスを上回る刺突攻撃の性能を持ち、ディムロス、シャルティエと並び白兵戦向きのソーディアンで、晶術は風属性。天地戦争終結後はファンダリア王国の象徴として、王家に代々受け継がれている。天地戦争時の傷（破損）により眠り続けており、「神の眼」の強奪の際に目覚めることができなかった。その他の特殊能力も封印されており、物語の終盤に差し掛かったあたりでようやく使えるようになるため、育てるのには少々骨が折れる。
オリジナルメンバーであるイクティノスは冷静な人物だったようで、熱血漢で感情的になりがちなディムロスを快くは思っていなかったようであるが、戦いの中で協力体制をとるうちに少しずつ打ち解けていった。
PS2版
代々ファンダリア王家の者がソーディアンマスターを勤めており、封印の処置をとっていた他ソーディアンと違い、人の中で活動を続けていた。先代のマスターはウッドロウの父、イザーク王。天地戦争時には破損しておらず、第一部の最終決戦時にグレバムによって「神の眼」のエネルギーを直接注ぎこまれ、コアクリスタルを損傷。会話が出来なくなるものの最低限の機能は保っており、第二部開始直後から武器として使える。
なお、ドラマCD、『テイルズ オブ デスティニー2』、PS2版と「冷静な理論派」として描かれていたが、今までの一人称が「私」であったのに対し、PS2版では「俺」となっている。ストーリー中の言動もあいまって、PS2版でのイクティノスは冷静（というよりは無口に近い）でありつつも、若干ワイルドな性格となっている。ウッドロウへの呼称も、「様」（もしくは「殿」）が消えて対等の言葉遣いに変わった。
備考
啄木鳥しんき版ではコアクリスタルの損傷の設定が無く、最初から話すことができ、代々ファンダリア王家の者に仕え支えてきた。くおん摩緒版、PS2版も同様。

#### ベルセリオス (Belserius)
→空中都市

## オベロン社
ヒューゴ・ジルクリスト
声 - 内海賢二
一代にしてオベロン社を築き上げたオベロン社総帥で、ルーティとリオンの父。口ひげを蓄えた物腰穏やかなナイスミドル。元々は考古学者で、とある遺跡で発掘したソーディアン・ベルセリオスを手にした時、ベルセリオスに潜伏していたミクトランに操られてしまう。スタン一行を上手く利用して神の眼を奪い、空中都市群を復活させるが、最期はスタン達と戦い死亡する。本来は誠実で優しい人柄であり、死の間際にそれを見ることができる。ルーティを捨てた理由は「ルーティを巻き込みたくなかったから」とのこと。PS版での発信機ティアラを製作したのはこの人。小説版ではいのまたむつみの描いた彼のイラストがある。
PS2版
PS版では顎鬚が目立っていたが、PS2版ではよく見ないと気づかないほど判り辛くなっており、スタイルも含めて全体的にスマートな印象となった。眼鏡も追加。
PS2版ではさらにグレバムをもその手中で操り、空中都市群復活の準備のために各地を廻らせていた。また、ベルクラントでは最終的に体をミクトランとして実体化され完全に支配されるが、最後の力でベルクラントをダイクロフトから切り離し、ミクトランのその手で殺されかけていた娘らの命を救った（彼の自我は完全に消滅した）。PS版ではグレバムが各地を廻った理由は特に明らかにされず、ベルクラントを切り離したのも外殻完成により不要とミクトランが判断したためだった。
備考
ドラマCD「プルースト・フォーゴットン・クロニクル」では、「本当のヒューゴ」が仮面の男として度々リオンの前に姿を現していた。ソーディアンマスターの資質は遺伝性である事から、彼自身も資質を所有している（シャルティエが指摘）。
啄木鳥しんき版ではミクトランが登場せず、18年前に発掘したベルセリオスの誘いに乗って以来、共謀者になったとされている。ダイクロフトの沈められた場所に工場を建てて廃止もしていた。リオンの剣の師としても描かれ、リオンを厳しく指導し、道具のようにも扱っていたが、ルーティの孤児院の事情をスタンを通じて知ったリオンから「アクアヴェイルに行く前に、ルーティに神の瞳奪還の報酬を今すぐ払ってほしい」という頼みを聞きいれた際には嬉しい表情を見せた。スタンたちに敗れた際、ルーティに「お前はお前の道を行けばいいさ」という言葉を遺し、後にルーティからは、自分たちに野望を阻止される事を半ば望んでいたのではないかと推察されていた。

シャイン・レンブラント
声 - 内海賢二（PS版）、幸野善之（ドラマCD）、滝雅也（PS2版）
イレーヌの父。オベロン社の科学者で表向きはヒューゴ邸の執事。好々爺を装ってはいるが、本性であるマッドサイエンティスト状態の時は口癖である「ホヒ」を連発し、マリアンを平気で人質にするなどの卑劣さが表に出る。また、独特のネーミングセンスを持つ。
戦闘訓練を受けたかどうかは不明だが、肉弾戦は苦手らしく、専用の戦闘兵器に乗って戦う。その戦闘兵器は元々天上軍で使われていたものを彼自身が改造した物であり、その出来栄えはPS2版ではクレメンテに「あの技術を正しいことに使っていたら」と言わせるほど。
PS2版
優秀な科学者という点は変更されていないが、マッドサイエンティストでは無く、口癖の「ホヒ」もなくなった。ヒューゴが貧乏な考古学者だった頃（ベルセリオスを発見する前）からヒューゴの世話になっており、ヒューゴへの忠誠心とイレーヌの敵討ちのためにスタンたちの前に立ち塞がる。PS版のような「卑劣な人物」といった印象はほとんど無くなってはいるものの、PS2版でもマリアンを人質（レンブラント自身は客人として扱っている）に取ったのは彼である。ドラマCDではマリアンを人質に取っていない。
備考
啄木鳥しんき版ではPS2版同様にマッド状態が払拭され、誠実で温和な好々爺として描かれた（啄木鳥版の方がPS2版より先に発表されている）。「主であるヒューゴの願いは自らの願い」と言い切るほどの忠誠心を見せ、自身の誇りと信念を賭けてスタン達と戦うが敗北。自分では彼らを阻止できないことを悟り、ダイクロフトのシステムカードもろとも自爆する最期を選んだ。

イレーヌ・レンブラント
声 - 天野由梨（PS版）、嶋方淳子（ドラマCD、PS2版）
ノイシュタットに住む、オベロン社フィッツガルド支部の責任者。24歳。貧しい人や弱者に優しく芯の強い女性で、福祉事業に尽力して人々から慕われている。貧富の差の無い「真に平等な世界」を夢見ていたが、一向に貧富の差の縮まらないノイシュタットの現実に疲れ果て、「世界を一度無に帰す」という極論に達しヒューゴの計画に乗った。彼女は戦闘訓練を受けていないため、オベロン社製、もしくは空中都市製と思われる兵器で戦うが、スタンたちに敗れ、最後は空中都市から飛び降りて死亡した。小説版ではいのまたむつみの描いたイラストがある。
純粋な性格のスタンに好感を持っている。スタンの方も満更ではなく、その思想や大人の女性であることも相まってスタンにとっては憧れのような存在であり、その自決はスタンに大きな衝撃を与えた。
PS2版
PS2版でも「差別のない世界」を希求する心は強いが、選民思想を有しているともとれる台詞が追加されており、共通の敵を作る（自分が敵になる）ことでノイシュタットの人たちに仲間意識を芽生えさせる考えを巡らせた事がサブイベントで描かれている。しかし、その慈善行為は「施し」の色が強く、幼少から貧困に耐えてきたルーティやコングマンは強い反感を抱いていた。また、街の住民達の評価も悪く、サブイベントではっきりと嫌われていた。
デザインが大きく変化しており、真ん中わけの髪型は変わらないが、胸元が大きめに開いた服にスリットの入ったスカートと、大人びた服装に変わった。
戦闘時はバリアーで身を守りつつ、生産能力のある支援遠隔ユニット「フィデリット」と多数の晶術を使う。
備考
『テイルズ オブ エターニア』では、インフェリアのシャンバールとセレスティアのティンシアに現れ、リッド達が集めたレンズの数に応じてアイテムと交換してくれる。
漫画版では、啄木鳥しんき版、くおん摩緒版、カスカベアキラ版の全てに登場している。
啄木鳥しんき版では心優しい女性としての性格が全面に押し出されており、貧富の差や差別のない世界を作りたいと思う一方で、心の奥底では自分たちの行いに疑問を持ち葛藤し続けていた。父の最期を目の当たりにし、スタン達に小型爆弾を使って戦いを挑むもルーティに阻止され、父同様に自爆しようとするが、荒れ果てた大地に変貌した地上をスタンに見せられ、取り返しのつかない過ちを犯したと思い知り戦意を喪失する。その後ルーティにダイクロフトのシステムカードを渡し、スタンに懺悔しながら空中都市から飛び降りた。なお、フィッツガルドではフィリアの誕生日ケーキを作るスタンのためにキッチンを貸し、フィリアの誕生日パーティーに参加した。パーティーの最中に酔っ払ったスタンの「皆が好き」発言にはイレーヌも含まれており、元々リオンを気にかけていたこともあってリオンに「あなたはスタン君たちを裏切っても良いの？」と問いかけた。
くおん摩緒版では、ヒューゴ側についた時、少々ドライな所を見せるもスタンの説得により戦うことなく終わる。最期はスタンに別れを告げ、爆弾を使い自殺した。
カスカベアキラ版では、ノイシュタットの責任者としてのイレーヌが描かれ、コングマンとの対峙も怯むことなく話し合おうとしている。また服装がPS2版のものをアレンジした物になっており、スカートのデザインやニーソックス等、凝ったものになっている。物語終盤では、彼女たちが人質として捕えていたマリアンが自害未遂に及んだ際、フィデリットを用いて阻止しており、最後まで人の命を奪うことへの呵責があった。

バルック・ソングラム
声 - 飯塚昭三（PS版）、幸野善之（ドラマCD、PS2版）
オベロン社カルバレイス支部の責任者。貧しい人を救うためにバルック基金を設立した。しかし、カルバレイスの状況を知る立場にあり、世界を救うためには無からやり直すしかないと考えるようになる。そしてヒューゴに賛同し、スタン達の敵に回った。
戦闘時には虫を従えている。
自身の部屋には本棚があり、その種類は料理の本からスケベな本まで様々。
PS2版
ピンチの時に駆けつけ、スタン達を助けるイベントが追加されている。またカルバレイス人であり、祖先の願いを成就させるために戦う、という設定に変更されている。
戦闘時には、PS版同様に虫を従えているほか、自身は禁断呪文を用いて虫の姿に変身する。
備考
啄木鳥しんき版には登場しない。くおん摩緒版では、カルバレイスまでヒューゴを探しに自分を訪ねてきたスタンたちに一服盛り、弱ったところを殺そうとしたが、ウッドロウに邪魔されて死亡した。
なお、空中都市でのイレーヌとバルックの交戦場所がゲーム本編とドラマCDでは逆になっている。

## グレバム勢力
グレバム・バーンハルト
声 - 飯塚昭三
ストレイライズ神殿の大司祭で、フィリアの直属の上司。神の眼の存在を知り、その力で世界を我が物とするために神の眼を強奪した。その際に大司教マートンを殺害し、フィリアを石化させている。古代文明について豊富な知識を持ち、研究を続けるうちにモンスターを製造・操作する手段を知る。世界各地を逃げ回り、ファンダリアにてイクティノスと神の眼の力を持ってスタン達と対峙するが、最期は神の眼の力を取り込んで相討ちを狙い、過ぎた力を取り込めず息絶える。
備考
ゲーム本編とドラマCDでは名称のイントネーションが違う。それにより声優陣はかなり混乱したらしい。
啄木鳥しんき版では一人娘がおり、娘を「セインガルドのある男（ヒューゴ）」に人質に取られ、新しいソーディアンの開発を強要される。しかし開発に失敗し、娘を殺されてしまう。神の眼を使ってその男を殺害し、彼の築き上げてきた物全てを壊そうとするが、スタンたちに阻止される。その時復讐に心を奪われて聞こえなかった娘の霊の声を初めて聴いたことで本来の自分を取り戻し、フィリアの手で復讐劇に幕を閉じた。

バティスタ・ディエゴ
声 - 山寺宏一（PS版）、山田真一（ドラマCD）、真殿光昭（PS2版）
グレバムの造反に加担したストレイライズ神殿の司祭。フィリアの同僚。格闘術に長けた武僧であり、大型の爪を武器としている。拷問にも口を割らず、電撃を浴びたまま戦うなど驚くべき忍耐力の持ち主。グレバム勢力の軍事力としてモンスターを製造するために、海賊を率いてフィッツガルド周辺の海域を通るオベロン社の運搬船を襲いレンズを奪っている。一度スタン達に負けて捕まるも逃亡（実際はリオンがわざと逃がした）、アクアヴェイルでもう一度戦うことになり、最後は自らの手で拷問用のティアラを外そうとして自害する。フィリアにとっては言葉や態度は乱暴ながらも研究を手伝ってくれる良き同僚であり、彼の造反は信じ難いものであった。
PS2版
カルバレイスのストレイライズ神殿で拾われた孤児であり、そこで様々な問題を起こしたため厄介払いの意味合いでセインガルドのストレイライズ神殿へとやって来た（サブイベントで判明）。そういった生い立ちからか、特に神への信仰心は無かった模様。アクアヴェイルでの再戦時には何らかの方法でティアラが外されていたため、PS版とは死に様が異なる（戦いに敗れてそのまま果てる）。武器である爪はPS版とは違い、小型のものとなっている。
備考
くおん摩緒版ではダリスに命を奪われる。
ドラマCDではスタンとの一騎討ちの末敗れ、スタン達に情報を与えた後自らの武器で首を掻き切り自害する（フィッツガルドで逃がした際、こちらでは電流を流すティアラの設定がなくなっているため発信機をつけられていた）。ドラマCD「プルースト・フォーゴットン・クロニクル」によるとグレバムより神殿にいた期間は長いらしい。

ティベリウス・トウケイ
声 - 玄田哲章（PS版）、池水通洋（ドラマCD）、野田圭一（PS2版）
アクアヴェイル公国・トウケイ領の領主。周囲からは「ティベリウス大王」と呼ばれる。グレバムと手を組みアクアヴェイルの総領主だったシデン領領主を罠にはめ、神の眼の力を盾にアクアヴェイルを掌握した。武力でアクアヴェイルを牛耳るだけあり、自身も剣豪と呼べる技量の持ち主。いずれは世界を支配するべく、隙を見てグレバムから神の眼を奪おうとしている野心家だが、スタンらに敗れた際に自身がグレバムに利用されていたことを悟り、自暴自棄になり吐いた言葉がリオンの逆鱗に触れ殺された。小説版ではいのまたむつみが描いた彼のイラストがあるが、PS2版のグラフィックとは大分違う。
PS2版
PS版とは結末が異なる。敗北後に自身がグレバムに利用されていたことを悟るが自暴自棄にはならず、アクアヴェイル大王としての意地からジョニーに1対1の決闘を申し込み、再び敗れ死亡する。
備考
ドラマCDではリオンではなくジョニーが手を下す。
啄木鳥しんき版では、領民を平気で虐殺するなど残忍な性格が強調され、城の至る所に危険なトラップを仕掛けていた。ルーティとリオンを罠にはめてスタンたちを窮地に追い込むものの、彼のやり方に密かに反感を抱いていたトウケイ城の兵士一同（リオンを含むスタンたちの不殺戦法に感動したためでもあるが）の人海戦術によって、ロープでぐるぐる巻きにされ、そのままフェイト・モリュウ率いる黒十字軍に引き渡された。

ダリス・ビンセント（PS2版では「ヴィンセント」）
声 - 速水奨（PS版）、堀井真吾（ドラマCD）、大川透（PS2版）
マリーの夫で、マリーの記憶を失わせた張本人。サイリルの自衛団団長を務める黒髪長髪の大剣使い。グレバムの洗脳により自身も記憶を失っており、グレバムの臣下としてファンダリアを制圧している。物語の進め方によって彼の生死が変わり、それによってマリーが仲間に加わる時期も変わる。『テイルズ オブ デスティニー2』（18年後）では既に他界。マリーとの関係は、敗残兵だった彼女をかくまって共同生活を始め、のちに夫婦となったというもの。
PS2版
PS版とは設定が大きく変化し、国王専制のファンダリアにおいて民の政治参加を求めるオピニオンリーダーとなっている。記憶を失ってグレバムに加担した訳ではなく、マリーの記憶喪失も偶然に起きたものとなっている。また、マリーとの出会いも「敗残兵であった彼女を匿った」というものではなく、ティルソの森で偶然会ったというものに変更された。ストーリーが進んでも彼が死ぬことは無い。
当初は武力行使を盾に民の政治参加を迫ったが、そのために義勇軍の拠点であったサイリルが国軍に制圧され（この時マリーだけでも逃がそうとして彼女を崖から突き落とし、偶然記憶喪失になった）、ダリス自身は投獄された。獄中生活の間に考えを改め対話に拠る交渉を決意するも、牢獄から解放されたとき、グレバムと手を結んだ義勇軍の武力行使は既に後戻りできない所まで進んでいた。そのため、いずれ義勇軍が国軍に敗れて罰されるとき、一人で反乱の罪を背負うために敢えてグレバムに加担した。
備考
啄木鳥しんき版では、マリーがサブキャラクター扱いということもあり未登場。くおん摩緒版ではマリーと再会し生存する。小説版ではいのまたむつみが描いたイラストがある。ドラマCDでは洗脳したのはグレバムではなくヒューゴとなっており、最後はマリーをグレムリンの攻撃から庇い命を落としている。

## 空中都市
ミクトラン (Micturan)
声 - 置鮎龍太郎（PS版）、堀川りょう（ドラマCD、PS2版）
天地戦争時代に天上軍を指揮した空中都市群の支配者。自称「天上王」。本作の真の黒幕でラストボス。尊大な性格で基本的に他者を下に見た物言いをする。当人は稀代の科学者にして剣の達人でもあった。ソーディアンチームの一員であったカーレル・ベルセリオスと刺し違えるも、死の間際に魂をソーディアン・ベルセリオスに移した為に完全には滅ばず、現代まで密かに生き延びていた。後にベルセリオスを発掘したヒューゴを操り、リオンやイレーヌらを手駒とし「神の眼」用いて空中都市群を復活させた。兵器「ベルクラント」を用いて地上の大地を吸い上げていき、徐々に空中都市群を復活させていたが、「ベルクラント」に乗り込んできたスタンたちにてヒューゴが倒されたため、彼を見限り表舞台に姿を現す。そしてソーディアン・ベルセリオスを第二形態へと進化させ「ブラックウイング」の一撃でスタンたちを戦闘不能に追い込んだ。彼らを嘲笑うように最後の「ベルクラント」の一撃を放ち、空中都市群を完成させた。これにより地上は日の当たらない世界と化し、用済みとなった「ベルクラント」は切り離されスタンたちごと海中へと落下していった。
しかしダイクロフトに突入してきたスタンたちと再び戦うこととなる。手始めに屍となったリオンを操って戦わせ、それが敗れると今度は自ら戦うが苦戦を余儀なくされたため、最終手段として神の眼の力を用いて変異進化した怪物の形態「NEOミクトラン」となる。哄笑を響かせこの世界を我が物と告げ、スタンたちを虫ケラと見下すも激戦の末に敗北。己の敗北に驚愕しながらも死の間際にダイクロフトを降下させ地上の人々を道連れにしようとした。
なお、本来のヒューゴは善良だがしがない貧乏考古学者でしかなく、オベロン社の創設やセインガルド王国の重責たる地位などは全てミクトランの手腕によるものである。元々は地上軍の一員であったが、ベルクラントの開発計画とともに天上軍に寝返ったのちにクーデターを起こし、すべての空中都市と天上軍の実権を掌握し自らを天上王と名乗り始めた。
PS2版
復活途中の「天上人」のカプセルに執着を抱いたり、完成した外殻を緑溢れる地にしたりと、彼の「理想」らしきものの描写が追加された。神の眼の力を用い、ヒューゴの体を媒介に自らの肉体を復活させた。ヒューゴの娘であるルーティへの愛情を侮辱し、スタンの逆鱗に触れている。
第2形態の名前はミクトランイグゼシブに変更され、非常に強くなった。隠しボスのバルバトス撃破後に挑むとさらに強くなる。
備考
ドラマCDではヒューゴ没後の時点では肉体は登場せず剣のまま独りでに動き、再度ダイクロフトに乗り込んだ際その姿を現す（天上軍はクローン技術を開発していたが、精神コピーは不可能だったため人格投射はソーディアンを利用した）。
啄木鳥しんき版では後述のソーディアン・ベルセリオスがラストボスなため、回想の1コマのみ（名前すら出ていない）の登場で終わった。

ベルセリオス (Belserius)
地上軍軍師カーレル・ベルセリオス中将のソーディアン。悪魔の翼を模した漆黒の刀身や有機的な柄のデザインなど、他のソーディアンに比べ禍々しいデザインが特徴。刀身が大型で晶術の威力もクレメンテに次いで強力、最強のソーディアンといえる。属性は光と闇の2つ。
コアクリスタルに投射された人格は、マスターのカーレルではなく、地上軍の天才科学者ハロルド・ベルセリオス博士で、カーレルの双子の弟。ソーディアンの中では唯一マスターとソーディアンに照射された人格の持ち主が違う。
ダイクロフトの決戦においてカーレルはミクトランと刺し違え、天地戦争は地上軍の勝利で幕を閉じる。ところが、このコアクリスタルはカーレルがミクトランと刺し違えた際に、ミクトランの魂がソーディアン・ベルセリオスのコアクリスタルの中で生き延びる事になり（前述）、千年後に天地戦争を繰り返す事になる。天地戦争終結後はミクトランの人格が宿っていた為に正確には「ソーディアン・ミクトラン」と言える。
PS2版
アトワイトがベルセリオスの人格をカーレルと思い込んでいた事から、ハロルドの人格を投射した事を知るのは、ベルセリオス兄弟とベルセリオスに入り込んだミクトランだけである。
備考
PS版のゲーム中ではハロルド・ベルセリオスの人物像やソーディアン・ベルセリオスのコアクリスタルに投射されていた人格については全く言及されておらず、上記の設定は当時書籍の中にしか存在しなかった。『テイルズ オブ デスティニー2』に登場するハロルド・ベルセリオスの人物像は上記の設定とは異なっている。詳細は当該項目参照。
ミクトランの人格がベルセリオスのコアクリスタルの中で生き延びた原因は諸説あり、どれが公式設定であるか定かではない。ゲーム中ではベルセリオスのコアクリスタルが破損して人格が空になったため、ミクトランの人格が逃げ込むことができたとされているが、エンターブレイン発行の攻略本では悪しき野望を持つハロルドの人格とミクトランの魂が結び付いた、あるいは上書きされたと説明されている。また、PS2版では天上軍でもソーディアンと同様の兵器の開発・研究が進められており、その技術でコアクリスタルの人格をミクトランの人格で上書きしたことになっている。
啄木鳥しんき版では「ソーディアン・ミクトラン」ではなく「ソーディアン・ベルセリオス（ハロルド）」がラストボスであり、マリアンを操ることで自身の使い手としたが駆けつけたリオンによって阻まれる。その目的は、ソーディアンになる事で永遠の命を手に入れる事と、いつか自分の思い通りの新世界を作ることを目的としていた（この時、本人の口からカーレルをミクトランと刺し違えるように見せかけて殺したと告げている）。啄木鳥しんき版でのソーディアン・ベルセリオスのみマスターと違う人格が投射された設定は、ハロルドが自分の人格を投射するよう提案した為である。これを悩んだ末に許可したカーレルだったが、ハロルドがソーディアンとして永遠の命を手に入れ、いずれ世界を我が物にしようという野望を秘めている事は知らなかった。これは前述したエンターブレイン発行の攻略本に掲載された設定に基づいたオリジナルの展開である。ゲーム版と違い、最後は自分の無念と疑問を主張しながらもスタンによって神の眼破壊に強制参加させられた。ソーディアン全てが最後の使命に参加したのは啄木鳥版のみ。

## サブキャラクター
マリアン・フュステル
声 - 藤巻恵理子（ドラマCD、PS2版）
ヒューゴの屋敷に勤めるメイド。25歳。ヒューゴの亡き妻、つまりリオンとルーティの母親、クリス・カトレットの面影があり雇われた。影を感じさせる程度には似ているが、瓜二つというわけでは無い。
リオンにとっては唯一心を許せる相手であり、彼女の命をヒューゴに掌握されていたためリオンはヒューゴの駒として動き続け、最終的には命を捨てるに至った。一方、彼女がリオンに対して抱いているのは「母親に似ていたからああいう風に接してくれていた」という感情と同情と哀れみでしかなく、彼のひたむきな想いを受け止めることもなかった。そのためルーティに激怒されている。第2部で空中都市に連れ去られたが、スタン達に助けられ、無事に地上に戻る。なお、空中都市に連れ去られる以前の彼女に、ヒューゴに命を掌握されていた自覚があったかどうか定かではない。
『テイルズ オブ デスティニー2』では彼女の姿は無く、彼女に関する記述も無い。同作のクイズのミニゲーム（デスティニー編）には地上に戻った彼女のその後について取り扱う問題が存在し、選んだ選択肢によっては出題者のジューダスが「実家に帰ってもよかった」や「別の屋敷で雇われるのが一番良かった」という心境を語ったり、中でも「行方をくらました」「重傷を……」といった不謹慎な選択肢を選ぶと激怒したりする。
PS2版
リオンの世話役兼メイド長となっている。
リオンに抱く想いがPS版から変化し、姉の弟に対するような感情と使用人としての忠誠とが複雑に混ざっている様子。人質とされている際にも「彼の足枷になるくらいならば」と自殺を考えるほどになった。レンブラントが伝えなかったのか、こちらではリオンの死を知らず、スタンらも偽ったため（ただし察しているような気配はある）、救出後はヒューゴ宅にてリオンの帰宅を待つこととなった。全体的に芯が強くなった印象がある。
備考
啄木鳥しんき版では半年以上前に雇われたばかりという設定。リオンに本名の「エミリオ」で呼んで欲しいと言われ承諾するが、同僚たちの話から「エミリオ」がヒューゴの実子だと知り、ヒューゴにリオンを本当の名前で呼ぶよう説得する。しかし逆にリオンへの人質にされてしまい、空中都市へと同行させられた。ルーティに助けられてからは戦いに怯えてヒューゴの元に行くのを嫌がるが、「スタンを死なせたくない」というルーティの説得に応じる。ヒューゴからソーディアン・ベルセリウスを奪いスタンたちに勝利の機会を与えるが、ヒューゴの死後手にしていたベルセリオスに身体を乗っ取られてしまい、スタン達は彼女と戦うことになってしまう。マリアン本人は倒されることを望むがベルセリオスによって意思を攪乱されてしまい、リオンに心の声を伝えて自分を斬らせ、ルーティに治療される。また、啄木鳥しんき版外伝エピソード第一弾の主役は彼女であり、リオン付きのメイドとして雇われ、彼に対する考え方や接し方が変化していく様子が描かれている。
当初金髪にデザインされており、黒髪に描かれたのは啄木鳥しんき版が最初。小説版ではいのまたむつみが描いた彼女のイラストがあるが、本編版と『テイルズ オブ デスティニー2』のリオン外伝で描かれたデザインと異なっている。
『テイルズ オブ ザ レイズ』にもNPCとして登場。具現化対象の世界で歴史に強い影響を与えた存在である「鏡映点」の中でも、アイギス修復の為に具現化世界からティル・ナ・ノーグに放出されたアニマを逆流させてしまう力を持つ「特異鏡映点」の一人。その力とリオンにとってかけがえのない存在である事から救世軍に狙われ、リオンを手駒にする為の人質にされる。更に監禁中に病を患い危ない状況になるが、真実を知って救世軍を裏切る決心をしたリオンとイクス達によって救出された。

クリス・カトレット
声 - 野田順子（ドラマCD）
ヒューゴ・ジルクリストの妻であり、ルーティ、リオンの母。夫がミクトランに体を乗っ取られたため、ルーティを捨てさせられることとなる。その際にアトワイトをお守りとして託した。リオン出産後、健康を害して死亡。
PS2版
PS版では性格が明らかではなかったが、PS2版では彼女のノロケ話満載の「秘め事日記……ウフ」が発見され、娘以上に明るくてハイな性格であることが判明した。息子同様に甘いもの好きでプリンが大好物。娘同様にお金好きで貧乏彼氏ヒューゴが贈ってくれた指輪に対してもつい「売ったら何ガルド？」と考えてしまうほどの「ガルド乙女」。
ヒューゴより若干年上である。
備考
ドラマCDによるとヒューゴが操られていることに薄々気付いていた様子である。
漫画版では登場の機会は皆無に近いが、啄木鳥しんき版では第6巻収録のイラスト集にさりげなく描かれていた（元はファンのリクエストからファミ通ブロスに掲載されたイラスト）。

メルクリウス・リトラー
声 - 遠藤守哉（PS2版）
天地戦争時代に地上軍を指揮した、地上軍最高司令官。どのような困難な状況にあっても打開策を練り続けることの出来る人物。科学者としても非常に有能。その並外れた指導力は歴代シリーズでも屈指である。現在はソーディアン同様、ラディスロウのコンピュータに投射された人格のみが生きている。ダイクロフトの機能再開と共に目覚め、宿敵ミクトランの野望を食い止めるべく様々な作戦を立案し、為す術のないスタン達を導いていった。目覚めた際、助手を連れてくることを要請し、やって来た助手の言葉遣いを無理やり変えさせる一面もあった。
PS版では壁に映し出された映像として登場したが、PS2版では壁の映像に加えて立体映像としても登場する。さらに、助手の言葉遣いを完全に変えさせてしまうような偏執的な側面はカットされているなど、PS版よりか少々丸まった感じになっている。PS版、『テイルズ オブ デスティニー2』ではバンダナを巻いていたがPS2版ではなくなっている。服装もスマートなものに変わった。
セインガルド
声 - 佐藤正治（PS2版）
現在のセインガルド王。体が不自由でなければ諸国を平定できたとも言われる名君。
PS2版でも名君なのは変わらないが、体（特に足）が悪いということも無く、元気に歩き回っている姿が確認できる。世界の危機に際し、総力を挙げてスタンらに協力した影の功労者の一人である。子がないため、アシュレイを養子として後継者に迎えようとしている。
妻（女王）の名前はマルグリッド（ドラマCD「プルースト・フォーゴットン・クロニクル」より）。
セインガルド七将軍
セインガルド王国の誇る七人の指揮官。王国内での人気は高いが、現在はリオンの影に隠れがち。PS版では外郭完成後のセインガルド各地防衛イベントで見せ場を得ていた。PS2版では7人全員が独自のグラフィックを持っており、七将軍一人ひとりに関連するサブイベントも用意されているものの、各地の防衛イベントに関してはカットされている。
グスタフ・ドライデン
声 - 今村直樹（ドラマCD）、岡和男（PS2版）
セインガルド王国七将軍の筆頭にして王国の最高指揮官。軍人らしい厳格な人物で配下からは怖れられているが、民を思う気持ちが人一倍強いため人気はある。怒りっぽいのが珠に瑕。PS2版ではヒューゴとはそれほど関係がよくない。一方リオンに対する期待は大きく、七将軍の地位を譲るつもりであった。
フィンレイ・ダグ
声 - 大場真人（ドラマCD）、大川透（PS2版）
セインガルド七将軍の創始者。生涯無敗で「鬼神」の異名を取った。PS版では王の娘婿となり、その影響力を疎んだヒューゴに暗殺された、という設定であり、ドラマCDではリオンが手を下した。PS2版では王に子は無く、代わりにその養子となって王家を継ぐよう要請されていたという設定に変わった。いずれにせよ、何者かに暗殺された模様。
PS2版では隠しダンジョン「アルカナルイン」に登場、『テイルズ オブ リバース』のヴェイグの技を使用する。カスカベアキラ版では幼少期のリオンの剣術指導をしていた。
ニコラス・ルウェイン
セインガルド七将軍の長老。かつてのトーマスの上官で彼に命を救われたことがある。PS2版ではスタンの祖母に想いを寄せていた、という設定が追加された。「ですます」口調で物腰穏やか。色恋沙汰が好きらしく、同僚ミライナのアスクスへの恋路を応援しており、デートのセッティングなども熱心に行っている。
ロベルト・リーン
セインガルド七将軍きっての伊達男。自称「ローズプリンス」（PS2版）。PS版ではクレスタが襲撃された時に戦士としての見せ場が用意されていたが、そのシーンがカットされたPS2版ではただの軽薄な男でしかない。「モテ男対決」でウッドロウに完敗（元々はコングマンとの対決だったが、尋ねられた女性全員が進行役のウッドロウを選んだ）。王を前にしても口調を一切変えない、ある意味大した男。
アシュレイ・ダグ
声 - 北谷彰基（ドラマCD）
七将軍の創始者フィンレイ・ダグの弟。将来を嘱望されている青年。後継者のいない王から養子として王家を継ぐよう要請されるが、元々はフィンレイのための話だったことを知り拒絶する。その後も悶々として日々を過ごすが、モンスターのアルメイダ襲撃に際し村を守りきり、村人から感謝されたことで吹っ切ることができた。PS2版では最初から偉大な兄にコンプレックスを抱くキャラとして描かれており、その地位も兄の七光りによるものと城下で揶揄されている。また、アシュレイに関するサブイベントが複数用意された。
ブルーム・イスアード
七将軍の一人。元アクアヴェイル近衛師団長。陽気で大酒のみの大男。PS2版ではモリュウの近衛師団長で、ジノ・モリュウを見捨てる形でセインガルドに亡命したことを悔やみ続けている。
アスクス・エリオット
七将軍一人。元傭兵で剣に命をかける男。5年前、フィンレイにその才能を見出された。PS2版ではPS版以上にミライナから想いを寄せられているのだが、朴念仁なためほとんどまともに相手をしていない。
ミライナ・シルレル
声 - 山田ふしぎ（ドラマCD）
七将軍の紅一点。貴族出身の美女で男性ファンが多い。アスクスに好意を抱いているが、自分から素直には言い出せない模様。PS2版で遂に想いが成就した。

トーマス・エルロン
声 - 麻生智久（ドラマCD）
スタンの祖父で元セインガルド王国の兵士。26年前、セインガルドの七将軍の1人であるルウェインを助けた事が兵士時代の唯一の武功。PS2版では今なお現役並の実力の持ち主だったり、かつてはルウェインの恋敵だったなどの設定が追加された。
備考
ドラマCDでは兵士を辞めてから30年以上経っている。
啄木鳥しんき版では、世界が外殻に閉じ込められた際リーネにて後姿のみ登場した（リリスはこのシーンで本編での初登場を果たした）。くおん摩緒版では、スタンのことを聞いてリリスと共にセインガルド城に来た際に出演を果たした。

レイノルズ
声 - 山崎たくみ（PS2版）
セインガルド城に勤務する科学者。リトラーの助手として選ぶことができる人物の1人。
PS2版
リトラーの助手として当確し、年齢も若返らせられた。収束レンズ砲や発信機付ティアラの開発をてがけるなど活躍が増えた。なお、ティアラマニアなのか「頭皮マッサージ機能付きティアラ」「目からビームを出せるようになるティアラ」の研究に勤しんでいる模様。囚人監視装置には「可愛くてえげつない」ティアラタイプの他に「硬くてえげつない」ものがあるらしいが、そちらは登場しない。

アルバ・トーン
声 - 田口昂（PS2版）
ファンダリアにその人ありと言われる弓の名手。チェルシーの祖父であり、ウッドロウの弓の師匠でもある。PS2版ではファンダリア動乱時に出番増加。たまたまハイデルベルグ城にいたため、ウッドロウに父イザークの後を追わせずに済んだ。
『テイルズ オブ デスティニー2』では、すでに亡くなっている。
フェイト・モリュウ
声 - 拡森信吾（PS2版）
アクアヴェイル公国連合モリュウ領の後継者。ジョニーの親友でエレノアと婚約するが、彼女が殺され心に深い傷を負う。また、リアーナと結婚したことで、ジョニーに負い目を感じている。アクアヴェイルの黒十字艦隊の指揮官。剣の腕も達人級で、10年前のアクアヴェイル武術大会の優勝者（そのときの準優勝はティベリウス）。人質さえ取られなければ、監禁される事などなかっただろうとも言われている。
PS2版
エレノアを失ったことで荒れていた時期があり、自分を慰めてくれるジョニーに対してつい暴言を吐いてしまうこともあったらしい。この暴言がジョニーが道化のような態度を取る要因となり、現在はそれを後悔している。
エレノア・リンドウ
アクアヴェイルでは珍しく、自分の意見をはっきり言う女性。フェイト、ジョニーの幼馴染。フェイトと婚約したが、ティベリウス大王に自分の息子の妻にするために略奪される。その後ティベリウス自身の手で殺害されたが、殺害の動機は不明。トウケイ領民からの信望は厚かったらしく、彼女が生きていればという声も見られる。フェイトはエレノアが本当はジョニーを愛していたと思っていたが、実際には本心からフェイトを愛しており、PS2版ではそれがはっきりと示されるサブイベントが用意されている。
備考
啄木鳥しんき版ではティベリウスに略奪された後自殺したことになっている。
リアーナ・モリュウ
声 - 引田有美（PS2版）
フェイトの妻。ファンクラブができるほどの美人。気丈な女性。フェイト、ジョニーとの付き合いは長く、エレノアを巡る三角関係があった頃のことも詳しい。割り切った性格なのか、それらのことも平然と語って聞かせてくれる。
サクラバ
ジョニーの親友で幼馴染。シデン邸でピアノソナタを披露してくれる。PS2版では曲目が『テイルズ オブ ジ アビス』の戦闘曲に変わった。その正体は本作のBGMを手がける桜庭統。
バッカス
声 - 中井和哉（ドラマCD）、岩永哲哉（PS2版）
スタンの親友。PS版では「スカタン」「バカッス」と言い合うような悪友であったが、PS2版ではカットされた。リリスに熱烈だが明後日の方向を向いたアプローチを仕掛ける。ドラマCDではリリスと結婚している。
村長の娘
リーネ村村長の娘。本名は不明。スタンに恋心を抱いており、第二部の彼の旅立ちの際についに告白する。『テイルズ オブ デスティニー2』にも登場、彼のことを気に掛けていた。
PS2版
村長がスタンに「娘婿にならんか」とアピールしてくるほか、第二部開始直後の「晩御飯のお使い」時に告白してくる展開が用意されている。彼女の想いはリリスすら知る所であるが、フィリアがスタンの彼女だと勘違いし、彼への想いを諦める。その後、ノイシュタットの文通相手と付き合うこととなった。グラフィックは茶髪ツインテール。

マギー
リーネの村で畑を耕しているおばさん。種を持っていくと育ててアイテムを実らせてくれる（PS版のみ）。PS2版ではかつてノイシュタットの闘技場にチャンピオンだったという設定が追加され、「荒くれマギー」の通り名を持っていたとされ、コングマンから恐れられる。
ダーゼン・ビーグラン
声 - 茶風林（PS2版）
ウッドロウに仕える老兵。先王イザークの時代からの忠臣であり、ファンダリアへの忠誠は決して揺らぐことはない。ウッドロウの留守においては彼の代理も務める。
漆黒の翼 / グリッド、ジョン、ミリー
声 - 置鮎龍太郎（グリッド）、石川英郎（ジョン）、宇和川恵美（ミリー）
世界各地を旅するレンズハンター集団。「音速の貴公子」を自称するグリッド、「大食らい」を自称するジョン、「疾風」を自称する紅一点ミリーの3人組。主にサブイベントに登場し、出会う先々で珍プレーを披露する。後にシリーズ作品に幾度も登場する「漆黒の翼」の初登場した作品である。

### PS2版にのみ登場するキャラクター
ロロニ
クレスタ在住の銀髪の少年。ジョー、ネルソンとつるんで、女の子にちょっかいをかけている筋金入りの「ふられマン」。幼児とは思えない威勢の良さだがルーティに一喝されるとあっさりと逃げ出した。
名前はコングマンの勘違いによるものであり、続編に登場するロニ・デュナミスと共通する要素が多い。
フランツ
「世界四秘」を追い求める研究者。いつも元気なちゃっかり者。スタンとは非常に相性がよい。
ウイル&ジョブス
声 - 三戸耕三（ウイル）&陶山章央（ジョブス）
DC版「リオンサイド」にのみ登場するセインガルド上級兵。
ウイルは真面目で礼儀正しいが任務を優先する性格。ジョブスは口が悪く生意気で上司である筈のリオンにも失礼な態度を見せるが意外にも仲間思いな性格。
第2部でリオンが彼等と任務を受け、プレイヤーがこの2人のどちらかを隊長に決め、隊長になった方は飛行竜の見張り番をする事になる。ところが隊長になった方はヒューゴに飛行竜を盗む命令を受けたリオンと戦闘して殺害されてしまう。
サイグローグ
PS2版の隠しダンジョン「アルカナルイン」を統べる者。道化師のような外観。物腰は柔らかで丁寧。『テイルズ オブ リバース』で「サイグローグの館」を運営していたサイグローグと容姿、名前共に同一。
バルバトス・ゲーティア
声 - 若本規夫
天地戦争時代に猛者との戦いを求めて地上軍を裏切り、ディムロスに誅殺された人物。『テイルズ オブ デスティニー2』に登場した敵キャラクターで、本作では本編クリア後の隠しダンジョン「アルカナルイン」最下層の隠しボスとして登場する。また、プレイヤーのズル（ワールドマップで方向キーなどを固定して行う、いわゆる自動レベルアップ）を妨害するべく、突如として現れることもある。『テイルズ オブ デスティニー2』で登場した際とは違い、本作ではディムロスへの恨みからこの世に留まる「亡霊」という設定。
他のボスを遥かに凌ぐ桁外れに高い戦闘能力を誇る。『テイルズ オブ デスティニー2』のようなインパクトのあるカウンターも健在であり、アイテムの使用に反応して即座に発動する一撃必殺クラスのBC「アイテムなぞ使ってんじゃねえ！」で反撃してきたり、戦闘難易度を最低のSIMPLEにして挑むと即死レベルの強力な技「チープエリミネイト」を使用してくる。道具の使用も、楽な道を選ぶことも許さない、戦いに対する異常なまでの情熱と潔癖さ、独自の美学を持っていることが窺い知れる。自動レベルアップの妨害のために現れた際は倒すことが出来ず（HPが0にならない）、全滅を免れるには逃げるしかない。
カスカベアキラ版ではトランプのジョーカーとして登場し、『バルバ抜き』というゲームが存在する。

## ゲストキャラクター

### PS版
クレス・アルベイン、アーチェ・クライン（テイルズ オブ ファンタジア）
第二部のハーメンツに登場する。赤バンダナの少年とピンク髪の少女。SFC版『テイルズ オブ ファンタジア』に関連する問題を出題する。一定数正解すると奥義紅蓮剣とチャネリングを貰うことができる。全問正解すると姿を消す。
上記以外には、
- ウンディーネ、イフリート、ノーム、シルフ、ヴォルト、ルナ、ワルキューレ - 同名のアイテムが存在する（ワルキューレはヴァルキリー）。
- ナムコ・ナンジャタウンのマスコットキャラ達 - シデン領のミニゲーム担当として
- 鉄拳シリーズの三島平八のそっくりさん「平六」 - トウケイ領北の森の中に「じゃんけん」担当として。また、とある場所のパスワードで「へいはち」と打ち込むと隠しメッセージが表示される。
- ドルアーガ、イシター、ニセイシター - 隠しダンジョン「ドルアーガの塔」
- DEEN - 闘技場でコンサート
- 開発者 - ゲームに関する細かい情報を教えてくれる。

などが登場。グラフィックは各々独自のものが用意されている。ドルアーガ、ニセイシターは敵キャラクターとして登場。

### PS2版
クラトス・アウリオン（テイルズ オブ シンフォニア）
ある条件を満たすと第二部ハーメンツの街に登場する。本作に関する問題を出題する。不正解を重ねると相変わらずの口調で叱責してくるが、クイズ挑戦を断ると実に寂しそうな様子になる。
テイルズ オブ リバースのプレイヤーキャラクター
ウッドロウのサブイベント「ドッペルケンガー」において様々な街で目撃情報を聞くことの出来る旅人たち。ヴェイグ、マオ、ユージーン、アニー、ティトレイ、ヒルダの6人。クレアを捜して、セインガルド各地及びノイシュタットに立ち寄った模様。ただ、直接会うことは出来ない。
なお、ヴェイグとウッドロウは以前からそのデザインの相似性を指摘されていた。このサブイベントを進めると、ハイデルベルグ城にヴェイグ、アニー、アガーテの肖像画が掲げられる。
ミミー・ブレッド（テイルズ オブ レジェンディア）
第二部のリーネ村に移住してくる食材屋の店長。自称「ワンダーパン職人」。語尾に「パン」を付ける変わった22歳。フードストラップはパン中心。特技は秋沙雨ならぬ「パン沙雨」。流石の彼女も空を覆う外殻の出現には驚きを隠せず、離れて暮らす父の身を案じていた。
ミュウの石像（テイルズ オブ ジ アビス）
ルーティがジェノス近くの遺跡で発見した石像。PS版における「ふるびたつえ（後にBCロッドと判明）」からの変更。ウォルトが1万ガルドで購入（ただし、持ちガルドには加算されない。ルーティの台詞からすると没収された模様）。サポートタレントやアルカナルインでは類似アイテムを入手可能。モデルは踏まれても蹴られても貶されても「ご主人様」を見守り続けた、耳が大きくて体の丸いネズミ（ブタザル？）のような聖獣。
上記以外にも、
- 「ザピィ（ノースタリアケナガリス）」 - 海竜ベルナルド登場シーン
- 「レアバード」の絵 - ダリルシェイドの酒場の壁
- 「フェニモールとテューラ」のそっくりさん - イレーヌ邸の隣家
- 「スヴェン」のそっくりさん - クレスタの広場でロマンを求めている旅人
- 「カイル、リアラ、ロニ、ジューダス、ナナリー、ハロルド」、「アニス、ミュウ」、「ユージーン、アガーテ」関連のアイテム - 換金アイテム（一律765ガルド）
- 「カイル」 - ダリスとマリーの特殊イベントの時
- 「クラース」「レイス」「ヒルダ」「クロエ」の帽子 - シリーズお馴染みのモンスター「ジェントルメン」が被って登場。彼らの技のパロディ的な技も使う（クラースなら「イフリート」→「自負ニート」など）。

などが登場する。また、テイルズ オブ シリーズと直接的な関連は無いが「ジェントルメン」亜種として「KOS-MOS」モデルの「こくもつ」も登場する。

## 本作のキャラクターが登場する作品
本作以外で本作のオリジナルキャラクターが登場するゲーム作品を記述する。なお、直接の続編である『テイルズ オブ デスティニー2』と、特典DVDなどに収録されているチャットドラマは除く。また、キャラクターとしてではなく、コスチュームやアイテムとしての登場などについては、各々のキャラクターの項目に記述する。
シリーズ関連作品
- テイルズ オブ ファンタジア（PS版、PSP版） - リリス
- テイルズ オブ エターニア - スタン、ルーティ、リオン、フィリア、ウッドロウ、チェルシー、コングマン、リリス、クレメンテ、イレーヌ（名前だけならジョニー、ビンセント夫婦らも登場）
- テイルズ オブ ファンダム Vol.1 - スタン、ルーティ、リオン、フィリア、チェルシー、リリス、ディムロス、マリアン、トーマス
- テイルズ オブ ザ ワールド なりきりダンジョン2 - スタン、ルーティ、リオン、フィリア、ウッドロウ、マリー、チェルシー、ジョニー、コングマン
- テイルズ オブ シンフォニア - ウッドロウ（後に発売するテイルズ オブ シンフォニア ユニゾナントパックでも同様に登場）
- テイルズ オブ ザ ワールド なりきりダンジョン3 - スタン、ルーティ、リオン、フィリア、ウッドロウ、マリー、チェルシー、ジョニー、コングマン、リリス
- テイルズ オブ タクティクス - 主要キャラクター全員、イレーヌなど
- テイルズ オブ ジ アビス - フィリア
- テイルズ オブ ザ ワールド レディアント マイソロジー - スタン、ルーティ、リオン、フィリア、ウッドロウ
- テイルズ オブ ハーツ - スタン、ルーティ
- テイルズ オブ エクシリア2 - スタン、ルーティ
- テイルズ オブ ザ ワールド レディアント マイソロジー2 - スタン、ルーティ、リオン、フィリア、ウッドロウ、コングマン、リリス
- テイルズ オブ バーサス - スタン、リオン、フィリア、コングマン
- ヴィーナス&ブレイブス〜魔女と女神と滅びの予言〜（PSP版） - リオン、フィリア
- テイルズ オブ ザ ワールド レディアント マイソロジー3 - スタン、ルーティ、リオン、フィリア、ウッドロウ、チェルシー、コングマン、リリス
- テイルズ オブ ザ ヒーローズ ツインブレイヴ - スタン、リオン
- テイルズ オブ ザ ワールド タクティクス ユニオン - リオン
- テイルズ オブ ザ ワールド レーヴ ユナイティア - スタン、リオン
- テイルズ オブ ザ レイズ - スタン、ルーティ、リオン、フィリア、ウッドロウ、マリー、チェルシー、ジョニー、コングマン、リリス、ディムロス、アトワイト、シャルティエ、クレメンテ、イクティノス、マリアン、イレーヌ、ミクトラン

外部出演作品
- NAMCO x CAPCOM - スタン、ルーティ、リオン